# فرهادخان قرامانلو
فرهادخان قرامانلو ملقب به رکن‌الدوله، فرمانده نظامی شاه عباس اول بود که به دستور او در سال ۱۰۰۷ هجری/۱۵۹۸ م. اعدام شد.
او از فرماندهان وفادار به شاه عباس بود و نقش مهمی در فتح مجدد اراضی ایران به دست شاه داشت.
نقش فرهاد خان به طور خاص در آرام کردن ولایات حاشیه دریای خزر بود. او و برادرش ذوالفقارخان در ۱۰۰۱ رهبری کارزاری تنبیهی به گیلان را علیه فرمانروای شورشی آنجا، خان احمد خان هدایت کردند. او سپس به امیرالامرایی آذربایجان و تولیت حرم اردبیل منصوب شد.
کشتارهایی که او هنگام مطیع سازی گیلان انجام داد و مالیاتهای جدید متعددی که حکومت جدید تقریباً بلافاصله وضع کرد منجر به قیام جدیدی علیه سلطه صفوی شد. شاه عباس با گسیل داشتن مجدد فرهاد خان به گیلان واکنش نشان داد. فرهاد خان لاهیجان را در ۱۰۰۲ اشغال کرد. او به امیرالامرایی بیه پیش منصوب شد. او همچنین مفتخر شد به فرزندی شاه خوانده شود.
شاه عباس که هنوز از میزان کنترل خود بر منطقه راضی نبود، به فرهاد خان دستور داد به بیه پس هم حمله برد. او پس از اعدام همه رهبران باقی‌مانده محلی گیلان را به قلمرویش ضمیمه کرد و فرهادخان را حاکم و تیولدار بیه پیش کرد و علی خان را به حکومت بیه پس گماشت.